# Schafwolle
Schafwolle ist die Wolle von Schafen. Üblicherweise wird der Begriff nur für die Wolle vom Hausschaf (Ovis ammon f. aries L.) verwendet, die vom Menschen zu Textilien verarbeitet wird, was seit dem Ende der Jungsteinzeit in Europa archäologisch nachweisbar ist, jedoch anhand von Spinnwirteln bereits für das Frühneolithikum vermutet werden kann.

## Geschichte
Aktuell lässt sich aus den aDNA-Untersuchungen zeigen, dass alle Hausschafrassen und -typen von nur einer Wildform, dem Armenischen Mufflon abstammten. Die Domestizierung des Schafes erfolgte schätzungsweise zwischen 8200 und 7500 v. Chr. und fand höchstwahrscheinlich in Anatolien statt. Mit der Neolithischen Revolution durch die sich ausbreitenden Ethnien, über Generationen hinweg, mit ihrem Ursprung aus dem vorderen Orient, nach Mitteleuropas hin verbreiteten, so etwa die linearbandkeramische Kultur, in dieser frühen Phase des Neolithikums spielte die Schafwolle vermutlich noch keine Rolle, weil die Schafe zur Zeit der Bandkeramik nur über ein Haarkleid mit kurzer Unterwolle verfügten. Denn die Entwicklung des schafenen Haarkleides von den Wildschafen hin zu einem wolligeren Fell mit weniger Stichelhaaren vollzog sich in über einen länger andauernden Zeitraum (gegen Ende des Neolithikums mit dem Beginn der Bronzezeit). Möglicherweise nutzten die Menschen des Neolithikums aber nach und nach die abgestoßenen Fellhaare, die beim saisonalen Fellwechsel anfielen, um Garn und Gewebe daraus herzustellen. Wollschafe sind wahrscheinlich erst seit der Bronzezeit, also ab etwa 2200 v. Chr., verbreitet.

## Terminologie
Die Bezeichnung Schurwolle oder Reine Schurwolle drückt aus, dass es sich um neue, unmittelbar von einem lebenden Tier stammende Wolle, und nicht um ein wiederverwendetes, also aus Alttextilien hergestelltes Recyclingprodukt wie Reißwolle oder um die aus den Fellen geschlachteter (Schwöde-, Schwitz- oder Gerberwolle) oder verendeter (Sterblingswolle) Tiere gewonnene Wolle handelt.
Kennzeichnung nach dem Textilkennzeichnungsgesetz:
- WV = Reine Schurwolle
- WO = Reißwolle

Das frühere Internationale Woll-Sekretariat (IWS) hat zur Kennzeichnung von Qualitätserzeugnissen aus reiner Schurwolle 1964 das Wollsiegel eingeführt. Heute liegen die Markenrechte bei der Australian Wool Innovation (AWI).

## Eigenschaften
Schafwolle ist ein nachwachsender Rohstoff. Sie hat eine sogenannte natürliche Thermoregulations-Eigenschaft. Wolle kann im Faserinneren Wasserdampf aufnehmen, die Oberfläche stößt Wasser jedoch ab. Wolle neigt zum Fusseln (Pilling), was man durch Fusselfrei-Ausrüstungen oder Verarbeitungsqualität mindern kann. Ohne spezielle Ausrüstung kann sich grobe Wolle direkt auf der Haut unangenehm kratzig anfühlen, was bei der feinen Merinowolle jedoch nicht oder nur geringfügig der Fall ist.
Für technische Anwendungen eignet sich die Schafwolle als antistatisches und schwer entflammbares Material, z. B. in den Sitzen von Autos und Flugzeugen. Als Dämmmaterial wird sie wegen ihrer schadstoffabsorbierenden Eigenschaften eingesetzt.

## Gewinnung

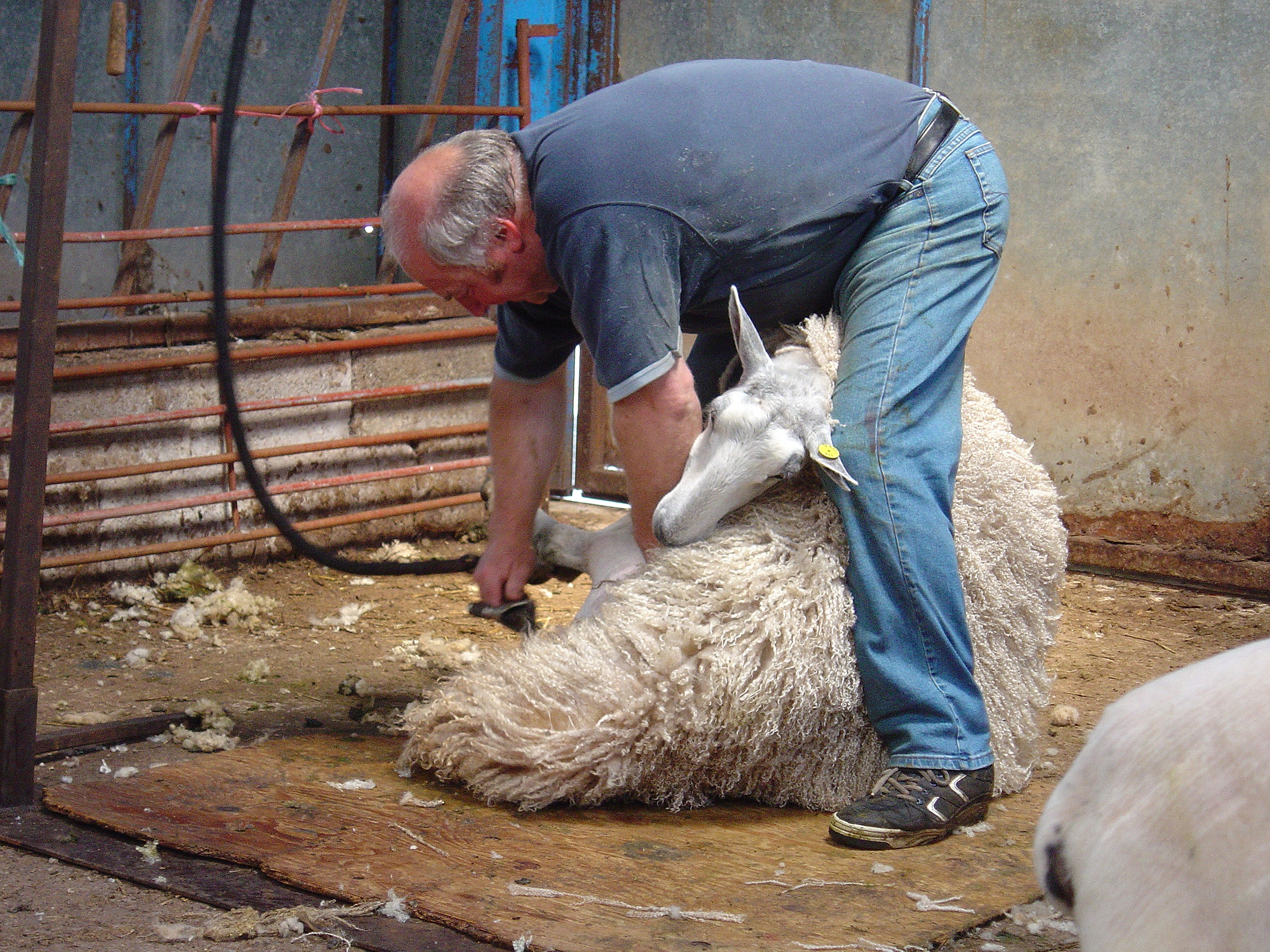
Schafschur

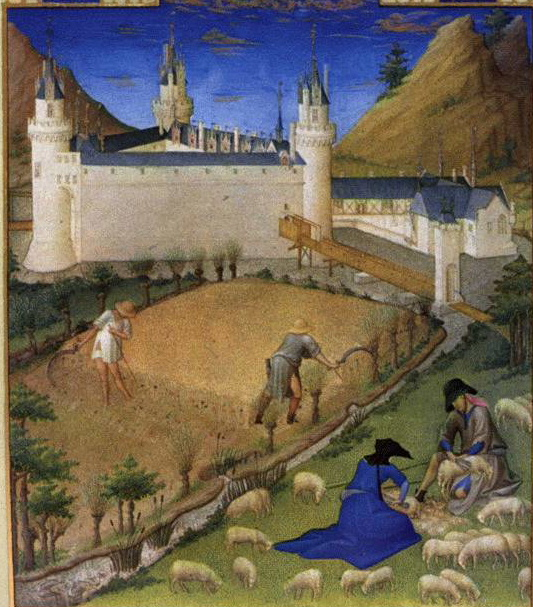
Schafschur im Mittelalter

Zur Wollgewinnung werden die Tiere geschoren (Schurwolle), einige Schafrassen (Soay) werden gezupft (das ist für die Tiere schmerzfrei, man löst jeweils vorsichtig nur die fast schon losen Haare). Im Zeitraum von Juli bis Oktober 2020 wurden in einer deutschlandweiten Marktanalyse 28 Strickwolle-Marken hinsichtlich ihrer Maßnahmen gegen Mulesing bewertet. Laut den Ergebnissen war nur eine der untersuchten Strickwolle-Marken garantiert Mulesing-frei.

## Bezeichnung nach Herkunft
Wolltypen unterscheiden nach Faserbeschaffenheit, siehe auch Feinheit (Textilien).
Kurkwolle stammt von der ersten Schur eines Schafes im Alter von circa sechs Monaten. Das Wort Kurkwolle kommt vom persischen Wort für Flaum oder weiche Wolle. Die Wolle ist weniger als 50 mm lang, weich, elastisch und glatt und wird für hochwertige Textilien oder Teppiche verwendet.
Merinowolle ist fein, weich, stark gekräuselt und eine sehr hochwertige Wolle vom Merinoschaf. Sie ist kurzstapeliger als die im Folgenden genannten Typen. Die Wolle kommt in hochwertigen Kammgarnen in der Oberbekleidung zum Einsatz. Die Faserfeinheit reicht von 14,5 bis 23,5 Mikrometer. 2005 liegt der Weltrekord für die Feinheit von Merinowolle aus Neuseeland bei 11,8 Mikrometer (menschliches Haar 30 Mikrometer), gehalten von der italienischen Weberei Loro Piana. Sie ist wesentlich hochbogiger als z. B. die von Crossbred-Wollen, was zu Griff- und Volumenvorteilen führt. Die Merinowolle ist feiner und sehr elastisch. Sie ist daher besonders für den Einsatz in körpernaher Kleidung beispielsweise als Basisschicht (Zwiebelschalenprinzip) geeignet. Die kommerziell eingesetzte Feinheit der Merinofaser kann bis zu 16,5 Mikrometer (super fine merino wool) betragen, was zu einer extrem feinen und hochwertigen Ware führt.
Grundsätzlich aber gibt es folgende Qualitätsklassen: ultrafine: unter 16,9 Mikrometer; superfine: 17–18,9 Mikrometer; fine: 19–21,9 Mikrometer; medium: 22–23 Mikrometer; strong: 24–25 Mikrometer.
Crossbredwolle ist mittelstapelig, mittelfein, nicht so weich und weniger stark gekräuselt als Merinowolle. Sie stammt von Crossbredschafen, einer Kreuzung aus Merino- und Grobwollschaf. Die Crossbredwolle wird sowohl in der Oberbekleidung als auch bei Heimtextilien eingesetzt. Die Faserfeinheit reicht von 24 bis über 40 Mikrometer.
Cheviotwolle ist eine langstapelige, grobe und derbe, eher glänzende Wolle. Sie ist eher wenig oder nicht gewellt. Sie stammt vom Cheviotwollschaf, z. B. dem Shetland-Schaf. Einsatzgebiete sind z. B. die Teppichindustrie oder technische Anwendungen (Dämm-Material, Bezugsstoffe), aber auch Tweed.

## Weiterverarbeitung

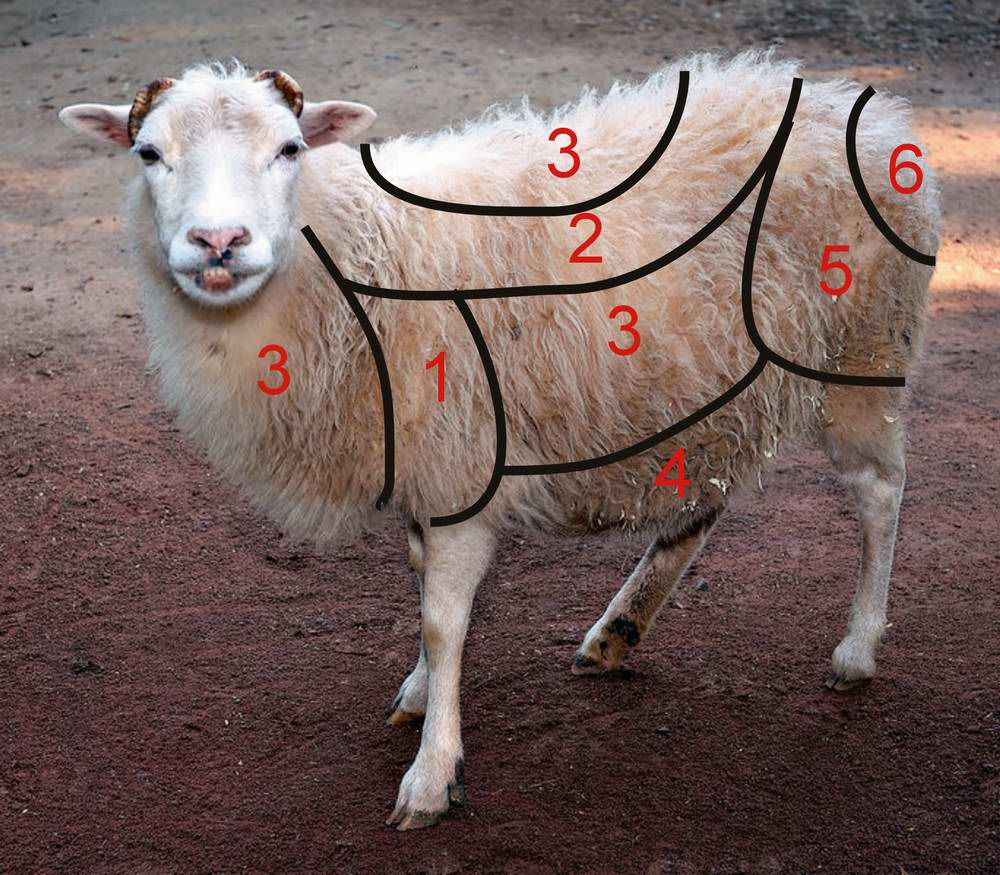
Wollqualität der Oberfläche eines Schafes (Ovis orientalis aries, Zuchtform „Skudde“) zugeordnet. Die Abbildung zeigt die Wollqualität mit 1 für die Beste und 6 für die schlechteste Qualität.

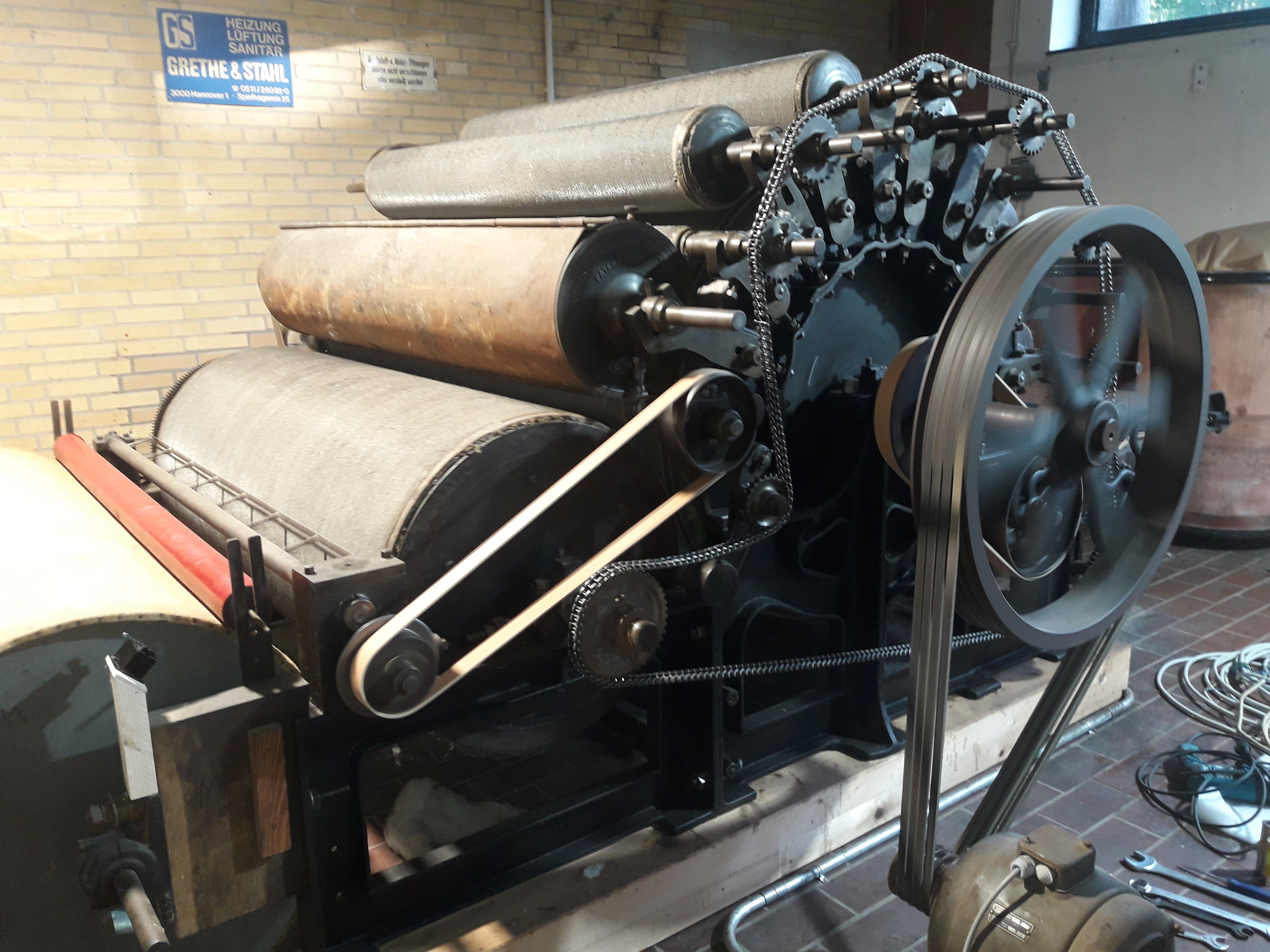
Kardiermaschine

Für eine textile Nutzung werden direkt nach oder auch während der Schur minderwertige und verschmutzte Teile aussortiert (Bauch, Bein, Kopf und Hintern). Dazu wird das gesamte Vlies im ersten Verarbeitungsschritt auf einem Sortiertisch ausgebreitet und in Augenschein genommen. Das hochwertige Vlies wird zusammengelegt und für die weitere Verarbeitung gesammelt und verpackt.
Danach wird die Wolle schonend gewaschen, gekämmt/kardiert, gefärbt oder gebleicht und häufig maschinell zu Kammgarn (seltener zu Streichgarn) oder per Hand (meist mit einem Spinnrad) versponnen. Die so entstandenen Fäden lassen sich dann zu Stoffen weben, zum Stricken (Strickwaren) und Trikotagen verwenden oder werden von Hand oder maschinell zu Teppichen geknüpft. Die gereinigte und gekämmte Wolle kann auch zu Filz, einem Vliesstoff, verarbeitet werden.
Um der Wolle Eigenschaften zu verleihen, die sie von Natur aus nicht hat, wird sie ausgerüstet. Einige dieser Ausrüstungen verleihen ihr z. B. Mottensicherheit, Filzfreiheit (Hercosett-Verfahren), Maschinenwaschbarkeit (EXP-Verfahren) usw.

## Verwendung
Wolle wird vor allem zu Garnen mit 100 % Wollanteil oder in Mischungen mit anderen Fasern versponnen. Sie kann auch für Matratzen oder als natürliche Wärmedämmung verwendet werden (Schafwolle als Dämmstoff). Sie wird deshalb auch heute noch zu technischen Textilien (Brandschutz, Arbeitskleidung) verarbeitet. Auch Teppiche und Sitzbezüge in öffentlichen Verkehrsmitteln wie Flugzeugen, Bahnen oder Bussen bestehen aus Wolle.
Die Neuentwicklung von hochwirksamen Düngepellets aus unbehandelter Rohschafwolle für alle Gartenfreunde, Gartenbaufachbetriebe und den ökologischen Landbau ergänzen die Verwendungsmöglichkeiten des Naturproduktes Schafwolle.

### Spezielle Stoffe

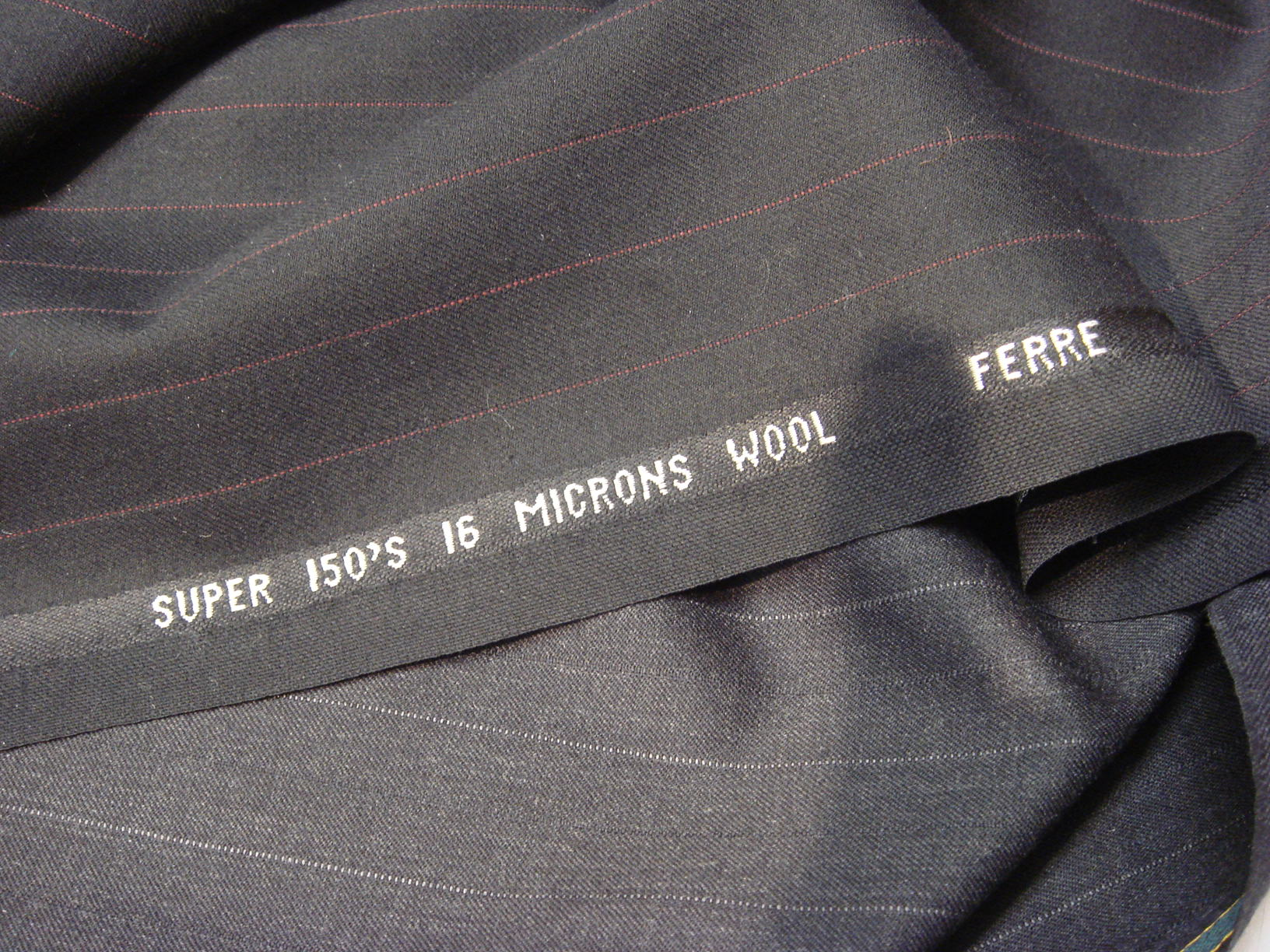
„Super 150“: 150 Meter des für diesen Schurwollstoff verwendeten Garns wiegen 1 Gramm

Tweed ist ein besonders grober, warmer und dauerhafter Wollstoff. Original Harris Tweed kommt von den Äußeren Hebriden. Bekannte italienische Webereien von hochwertigen Wollstoffen sind u. a. Cerruti, Zegna, Scabal, Fratelli (Marzotto Group), Guabello und Loro Piana.
Die Bezeichnungen wie „Super 100“, „Super 120“ etc. findet man auf jedem besseren Anzug aus Schurwolle. Es sollte auf dem Label des jeweiligen Stoffherstellers angebracht sein. Es bezeichnet die Feinheit des versponnenen Wollgarns, z. B. Super 100 bedeutet: 100 Meter des Garns wiegen 1 Gramm. Je höher die Zahl, desto feiner das Garn, derzeit (2005) werden bis Super 210 für sehr feine und sehr teure Stoffe verarbeitet. Die Bezeichnung ist aber nicht geschützt, so dass ebenso auf renommierte Stoffhersteller zu achten ist.

### Sekundärprodukte
Schafwolle enthält das Wollwachs Lanolin. Üblicherweise wird es vor der Verarbeitung entzogen, um es später der gereinigten und veredelten Wolle wieder hinzuzufügen oder in der Kosmetik- und Textilindustrie für andere Zwecke zu gebrauchen. So ist zum Beispiel in Babypflegecremes (Penaten, Kaufmann’s Haut- und Kindercreme) Lanolin enthalten.